# Saint-Jean-de-Boeuf
Saint-Jean-de-Boeuf är en kommun i departementet Côte-d'Or i regionen Bourgogne-Franche-Comté i östra Frankrike. Kommunen ligger i kantonen Sombernon som tillhör arrondissementet Dijon. År 2022 hade Saint-Jean-de-Boeuf 103 invånare.

## Befolkningsutveckling
Antalet invånare i kommunen Saint-Jean-de-Boeuf
Referens:INSEE